# Episcapha
Episcapha é um género de coleópteros da família Erotylidae.